# Afghan

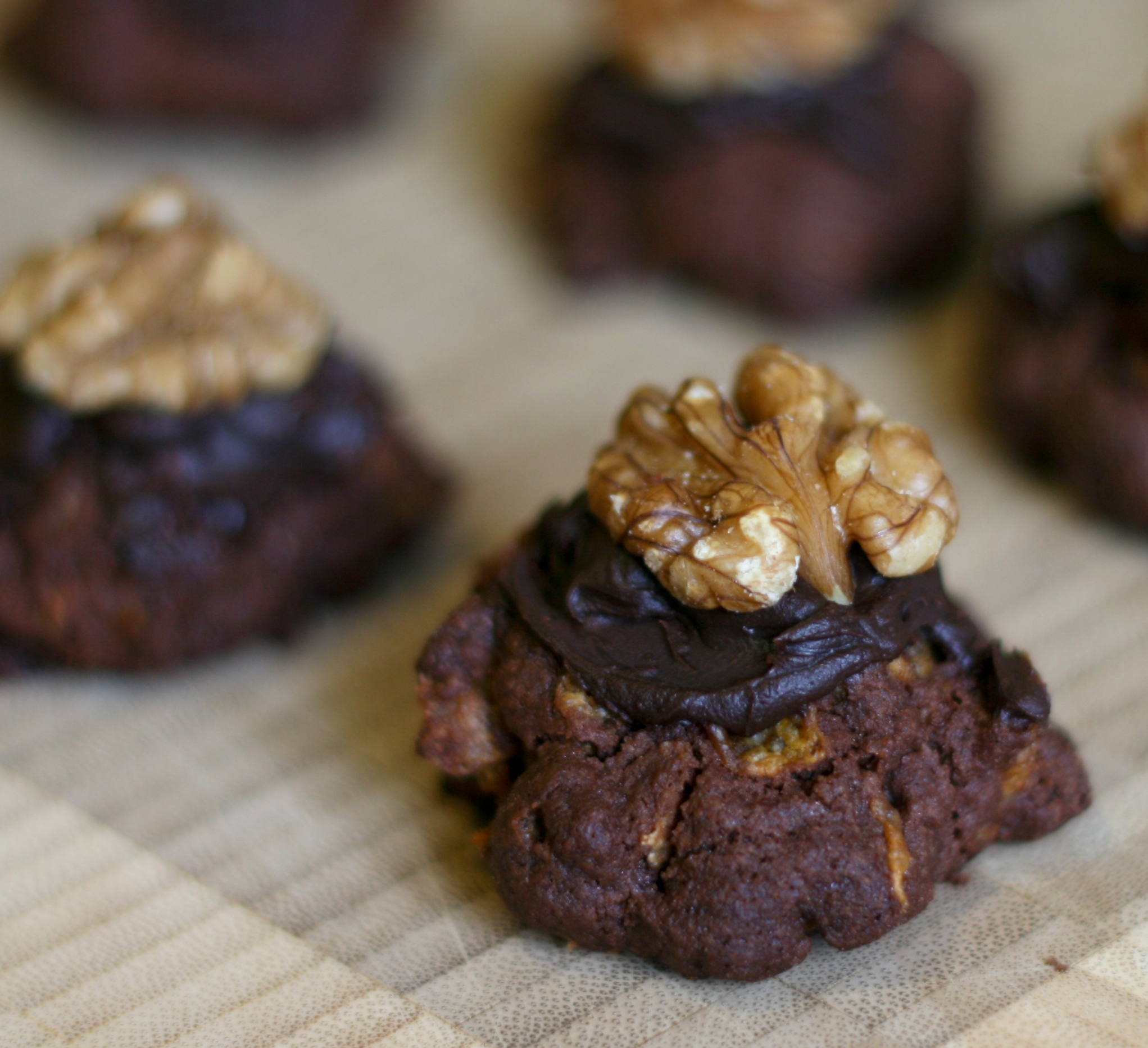
Un biscotto Afghan

Afgan o biscotto afgano è una tipo di biscotto tradizionale della Nuova Zelanda.
Fatta di biscotti a base di farina di, burro, cereali, zucchero e cacao in polvere, condita con cioccolato a velo e mezza noce. La ricetta ha un'alta percentuale di burro, uno zucchero relativamente basso e nessuna lievitazione (agente lievitante), dandogli una consistenza morbida, densa e ricca, con croccantezza dai fiocchi di mais, piuttosto che da un alto contenuto di zucchero. L'elevato contenuto di burro conferisce una consistenza morbida in bocca e la dolcezza della glassa compensa lo zucchero basso e l'amarezza del cacao. L'origine della ricetta e la derivazione del nome sono sconosciute, ma la ricetta è apparsa in molte edizioni dell'influente libro di cucina Edmonds della Nuova Zelanda.

## Ingredienti
Gli ingredienti in genere includono farina, zucchero, burro, cornflakes (o Weetabix tritato, o grandi fiocchi di avena ecc.), cacao in polvere e noci.